# Symplocarpus renifolius
Symplocarpus renifolius là một loài thực vật có hoa trong họ Ráy (Araceae). Loài này được Schott ex Tzvelev miêu tả khoa học đầu tiên năm 1991.